# Jan Taszka Koniecpolski

Stany pruskie (prałaci, możni, rycerze, mieszczanie i mieszkańcy ziemi pruskiej, pomorskiej, chełmińskiej i michałowskiej) składają przysięgę na układy krakowskie, na ręce przedstawicieli króla polskiego: Andrzeja Bnińskiego, biskupa poznańskiego i Jana Koniecpolskiego, kanclerza koronnego, 15 kwietnia 1454 roku

Jan Taszka Koniecpolski herbu Pobóg (ur. ?- zm. 26 marca 1455) – kanclerz wielki koronny od 1434, starosta lelowski, sieradzki, dobrzyński. Bliski współpracownik i protegowany kardynała Zbigniewa Oleśnickiego, któremu w głównej mierze zawdzięczał karierę polityczną.
Był synem wojewody sieradzkiego Jakuba z Koniecpola i Konstancji, wychowawczyni synów królewskich. Jego żoną była Dorota z Sienna, stryjeczna siostra Zbigniewa Oleśnickiego, wychowawczyni córek Kazimierza IV.
W 1427 był jednym z rycerzy, oskarżonych o utrzymywanie stosunków intymnych z królową Zofią Holszańską. Królowa w tej sprawie musiała przed dostojnikami królestwa złożyć upokarzającą przysięgę.
W 1431 wziął udział w wojnie o Łuck przeciwko Świdrygielle. Już jako kanclerz królestwa wielokrotnie stał na czele polskich misji dyplomatycznych do Cesarstwa, Czech i na Węgry. W 1434 roku uczestniczył w poselstwie do cesarza Zygmunta Luksemburskiego z prośbą o rękę jego córki Anny dla małoletniego Władysława III. Był uczestnikiem konfederacji Zbigniewa Oleśnickiego w 1438 roku. W 1439 o mało nie stał się ofiarą zamachu Spytka z Melsztyna, przywódcy polskich husytów. W tym samym roku wyruszył w poselstwie do Budy z inicjatywą unii polsko-węgierskiej oraz uzyskania korony węgierskiej dla Władysława III. Gdy Władysław został królem Węgier Jan Taszka pozostał przy nim wraz z kancelarią koronną. W 1444 wziął udział w wyprawie króla Władysława Warneńczyka do Bułgarii i prawdopodobnie uczestniczył w bitwie pod Warną.
Po śmierci Władysława III był zwolennikiem osadzenia na tronie polskim królewicza Kazimierza, wielkiego księcia litewskiego. Kilkakrotnie posłował w tym celu na Litwę. 15 października 1447 zawarł pokój z Wrocławiem i miastami Śląskimi na 10 lat. 20 sierpnia 1448 przyjmował w imieniu króla w Kamieńcu Podolskim hołd lenny hospodara mołdawskiego Piotra II Muszatowicza. W 1453 wynegocjował we Wrocławiu korzystne dla Polski warunki małżeństwa Elżbiety Rakuszanki z Kazimierzem. Był gorącym zwolennikiem przyjęcia Związku Pruskiego pod opiekę Polski. Porozumiewał się z opozycją antykrzyżacką i przygotowywał powstanie w Prusach. 28 maja 1454 w Toruniu przyjął w imieniu króla poddanie się stanów pruskich Polsce. Nazwisko Koniecpolskiego wymienione zostało w aktach hołdowniczych ziemi chełmińskiej (28 V), miasta Gdańska (16 VI), duchownych, rycerstwa i miast dolnopruskich w Królewcu (19 VI).
Jan Taszka Koniecpolski oskarżony został przez Jana Długosza o spowodowanie klęski w bitwie pod Chojnicami, co uzasadniałoby pomijanie jego synów przy nadawaniu godności.
Zmarł 26 marca 1455 pozostawiając dwóch synów Jana i Przedbora, starostów sieradzkich.